# Mesochorus claristigmaticus
Mesochorus claristigmaticus är en stekelart som beskrevs av Morley 1913. Mesochorus claristigmaticus ingår i släktet Mesochorus och familjen brokparasitsteklar. Inga underarter finns listade i Catalogue of Life.